# Simulium kobayashii
Simulium kobayashii es una especie de insecto del género Simulium, familia Simuliidae, orden Diptera.
Fue descrita científicamente por Okamoto, Sato & Shogaki, 1958.